# Красный Яг (сельское поселение)
Красный Яг — упразднённые административно-территориальная единица (административная территория посёлок сельского типа с подчинённой ему территорией) и муниципальное образование (сельское поселение с полным официальным наименованием муниципальное образование сельского поселения «Красный Яг»; коми Краснӧй Яг сикт овмӧдчӧмин) в составе муниципального района Печора в Республике Коми Российской Федерации.
Административный центр — посёлок Красный Яг.

## История
Статус и границы административной территории были установлены Законом Республики Коми от 6 марта 2006 года № 13-РЗ «Об административно-территориальном устройстве Республики Коми».
Статус и границы сельского поселения установлены Законом Республики Коми от 5 марта 2005 года № 11-РЗ «О территориальной организации местного самоуправления в Республике Коми».
В 2011 году административные территории и одноимённые сельские поселения Красный Яг и Кедровый Шор были присоединены к административной территории и одноимённому сельскому поселению Озёрный..

## Состав
Состав административной территории и сельского поселения (до 2011 года):
- Красный Яг
- Бызовая

## Население
Численность населения сельского поселения на 1 января 2010 года составляла 670 человек, из них 193 человека в деревне Бызовая. В 2007 году в поселении было 580 человек (414 человек в посёлке Красный Яг и 166 человек в деревне Бызовая). В 2002 году в поселении было 494 человека (366 человек в посёлке Красный Яг и 128 человек в деревне Бызовая).

## Археология
Близ деревни Бызовая находится среднепалеолитическая стоянка древнего человека Бызовая, где, возможно, обитали неандертальцы.